# Список Героев Советского Союза (Краснов — Крюков)
В настоящем списке представлены в алфавитном порядке все Герои Советского Союза, чьи фамилии начинаются с буквы «К» (всего 1760 человек, из которых 22 удостоены звания дважды и один — И. Н. Кожедуб — трижды). Список содержит даты Указов Президиума Верховного Совета СССР о присвоении звания, информацию о роде войск, должности и воинском звании Героев на дату представления к присвоению звания Героя Советского Союза, годах их жизни.
Ударения в фамилиях Героев приведены по книге «Герои Советского Союза: Краткий биографический словарь / Пред. ред. коллегии И. Н. Шкадов. — М.: Воениздат, 1987. — Т. 1 /Абаев — Любичев/. — 911 с. — 100 000 экз. — ISBN отс., Рег. № в РКП 87-95382.».
- Персиковым цветом  в таблице выделены Герои, удостоенные звания дважды и более раз.
- Серым цветом  в таблице выделены Герои, представленные к званию посмертно.

| Навигационная таблица | Навигационная таблица                |
| --------------------- | ------------------------------------ |
| «К»                   | Кабак Николай — Калинин Николай      |
| «К»                   | Калинин Степан — Кармацкий Владимир  |
| «К»                   | Кармацкий Тимофей — Кживонь Анеля    |
| «К»                   | Киба Григорий — Клевцов Сергей       |
| «К»                   | Клейбус Фёдор — Коваленко Сергей     |
| «К»                   | Коваленко Юрий — Колдубов Михаил     |
| «К»                   | Колдунов Александр — Компанеец Фёдор |
| «К»                   | Компаниец Алексей — Копытин Михаил   |
| «К»                   | Копытов Михаил — Корчагин Лев        |
| «К»                   | Корчак Иосиф — Котов Николай         |
| «К»                   | Котов Сергей — Краснов Анатолий      |
| «К»                   | Краснов Виктор — Крюков Василий      |
| «К»                   | Крюков Владимир — Кузнецов Николай   |
| «К»                   | Кузнецов Павел — Кунавин Григорий    |
| «К»                   | Кунгурцев Евгений — Кянжин Пантелей  |

| № п/п | Фамилия Имя Отчество                                                                      | Дата Указа            | Род войск    | Должность | Звание                                   | Годы жизни              | БС ГС НЛ                        |
| ----- | ----------------------------------------------------------------------------------------- | --------------------- | ------------ | --- | ---------------------------------------- | ----------------------- | ------------------------------- |
| 1285  | Красно́в Виктор Михайлович                                                                 | 19.04.1945            | танкист      | командир орудия танка Т-34 1-го танкового батальона 186-й танковой бригады 10-го танкового корпуса 5-й гвардейской танковой армии 2-го Белорусского фронта | сержант                                  | 04.02.1926 — 13.12.1979 | [ БС 1 ] [ ГС 1 ] [ НЛ 1 ]      |
| 1286  | Красно́в Зосим Алексеевич                                                                  | 10.04.1945            | пехота       | снайпер 543-го стрелкового полка 120-й стрелковой дивизии 21-й армии 1-го Украинского фронта | красноармеец                             | 02.08.1924 — 05.10.1984 | [ БС 1 ] [ ГС 2 ] [ НЛ 2 ]      |
| 1287  | Красно́в Иван Тарасович                                                                    | 24.03.1945            | пехота       | командир роты 45-го гвардейского стрелкового полка 17-й гвардейской стрелковой дивизии 39-й армии 3-го Белорусского фронта | гвардии лейтенант                        | 29.08.1911 — 08.08.1952 | [ БС 1 ] [ ГС 3 ] [ НЛ 3 ]      |
| 1288  | Красно́в Николай Иванович                                                                  | 24.12.1943            | артиллерия   | наводчик орудия 1852-го истребительно-противотанкового артиллерийского полка 32-й истребительно-противотанковой артиллерийской бригады РГК в составе 40-й армии Воронежского фронта                                                                                                | сержант                                  | 10.12.1919 — 10.10.2001 | [ БС 2 ] [ ГС 4 ] [ НЛ 4 ]      |
| 1289  | Красно́в Николай Петрович                                                                  | 13.03.1944            | авиация      | командир звена 10-го гвардейского авиационного полка 3-й гвардейской авиационной дивизии 3-го гвардейского авиационного корпуса Авиации дальнего действия | гвардии капитан                          | 29.11.1918 — 21.05.1978 | [ БС 3 ] [ ГС 5 ] [ НЛ 5 ]      |
| 1290  | Красно́в Николай Фёдорович                                                                 | 04.02.1944            | авиация      | командир эскадрильи 116-го истребительного авиационного полка 295-й истребительной авиационной дивизии 9-го смешанного авиационного корпуса 17-й воздушной армии 3-го Украинского фронта                                                                                           | майор                                    | 09.12.1914 — 29.01.1945 | [ БС 3 ] [ ГС 6 ] [ НЛ 6 ]      |
| 1291  | Красно́вский Николай Владимирович                                                          | 26.10.1944            | авиация      | командир эскадрильи 91-го гвардейского штурмового авиационного полка 4-й гвардейской штурмовой авиационной дивизии 5-го штурмового авиационного корпуса 2-й воздушной армии 1-го Украинского фронта                                                                                | гвардии старший лейтенант                | 22.09.1921 — 16.08.1944 | [ БС 3 ] [ ГС 7 ] [ НЛ 7 ]      |
| 1292  | Красноку́тский Алексей Андреевич укр. Краснокутський Олексій Андрійович                    | 15.05.1946            | пехота       | командир отделения мотострелкового батальона 4-й гвардейской механизированной бригады 2-го гвардейского механизированного корпуса 46-й армии 2-го Украинского фронта | гвардии старшина                         | 30.03.1913 — 05.04.1977 | [ БС 3 ] [ ГС 8 ] [ НЛ 8 ]      |
| 1293  | Красноку́тский Константин Архипович укр. Краснокутський Костянтин Архипович                | 29.06.1945            | танкист      | командир танковой роты 46-го гвардейского танкового полка прорыва 2-й ударной армии 2-го Белорусского фронта | гвардии капитан                          | 18.12.1914 — 14.01.1945 | [ БС 3 ] [ ГС 9 ] [ НЛ 9 ]      |
| 1294  | Красноку́тский Хаим Меерович (Краснокутский Ефим Маркович, Краснокуцкий Хоти Мекрович)     | 21.03.1940            | пехота       | командир батальона 255-го стрелкового полка 123-й стрелковой дивизии 7-й армии Северо-Западного фронта | капитан                                  | 01.05.1904 — 15.08.1982 | [ БС 3 ] [ ГС 10 ] [ НЛ 10 ]    |
| 1295  | Краснолу́цкий Митрофан Петрович укр. Краснолуцький Митрофан Петрович                       | 16.01.1942            | авиация      | заместитель командира 65-го штурмового авиационного полка 55-й смешанной авиационной дивизии 7-й армии Северного фронта | майор                                    | 04.06.1906 — 11.03.1987 | [ БС 4 ] [ ГС 11 ] [ НЛ 11 ]    |
| 1296  | Краснопёров Сергей Леонидович                                                             | 04.02.1944            | авиация      | командир звена 502-го штурмового авиационного полка 214-й штурмовой авиационной дивизии 4-й воздушной армии Северо-Кавказского фронта | младший лейтенант                        | 23.07.1923 — 24.06.1944 | [ БС 5 ] [ ГС 12 ] [ НЛ 12 ]    |
| 1297  | Красносе́льский Иван Михайлович укр. Красносільський Іван Михайлович                       | 23.10.1942            | морской флот | стрелок 18-го отдельного батальона морской пехоты Береговой обороны Черноморского флота | краснофлотец                             | 1913 — 07.11.1941       | ——                              |
| 1298  | Красною́рченко Иван Иванович                                                               | 17.11.1939            | авиация      | помощник командира эскадрильи 22-го истребительного авиационного полка истребительной авиационной бригады 1-й армейской группы | лейтенант                                | 03.10.1910 — 01.04.1970 | ——                              |
| 1299  | Красноя́ров Клавдий Карпович                                                               | 15.01.1944            | пехота       | стрелок 1181-го стрелкового полка 356-й стрелковой дивизии 61-й армии Центрального фронта | красноармеец                             | 12.06.1907 — 23.09.1943 | [ БС 5 ] [ ГС 15 ] [ НЛ 13 ]    |
| 1300  | Красну́хин Александр Михайлович                                                            | 31.12.1942            | авиация      | командир звена 2-го гвардейского авиационного полка 3-й авиационной дивизии Авиации дальнего действия | гвардии майор                            | 05.07.1908 — 23.01.1982 | [ БС 5 ] [ ГС 16 ] [ НЛ 14 ]    |
| 1301  | Краснюко́в Иван Иосифович                                                                  | 29.06.1945            | авиация      | штурман эскадрильи 240-го гвардейского бомбардировочного авиационного полка 36-й бомбардировочной авиационной дивизии 1-го гвардейского бомбардировочного авиационного корпуса 18-й воздушной армии                                                                                | гвардии капитан                          | 15.05.1918 — 20.11.1975 | [ БС 5 ] [ ГС 17 ] [ НЛ 15 ]    |
| 1302  | Кра́сов Виктор Никитович                                                                   | 23.09.1944            | комиссар     | заместитель по политической части командира 3-го танкового батальона 12-й гвардейской танковой бригады 4-го гвардейского танкового корпуса 60-й армии 1-го Украинского фронта | гвардии капитан                          | 1915 — 22.07.1944       | [ БС 5 ] [ ГС 18 ] [ НЛ 16 ]    |
| 1303  | Красо́вский Степан Акимович                                                                | 29.05.1945            | генерал      | командующий 2-й воздушной армией 1-го Украинского фронта | генерал-полковник авиации                | 20.08.1897 — 21.04.1983 | [ БС 6 ] [ ГС 19 ] [ НЛ 17 ]    |
| 1304  | Красо́та Георгий Тимофеевич укр. Красота Георгій Тимофійович                               | 04.02.1944            | авиация      | командир эскадрильи 667-го штурмового авиационного полка 292-й штурмовой авиационной дивизии 5-й воздушной армии Степного фронта | старший лейтенант                        | 23.04.1919 — 29.05.2005 | [ БС 7 ] [ ГС 20 ] [ НЛ 18 ]    |
| 1305  | Красу́цкий Евгений Иванович                                                                | 19.03.1944            | пехота       | командир батальона 1008-го стрелкового полка 266-й стрелковой дивизии 3-й гвардейской армии 4-го Украинского фронта | гвардии капитан                          | 1918 — 17.03.1944       | [ БС 7 ] [ ГС 21 ] [ НЛ 19 ]    |
| 1306  | Кра́тинов Семён Устинович укр. Кратинов Семен Устинович                                    | 10.04.1945            | авиация      | командир эскадрильи 40-го гвардейского истребительного авиационного полка 8-й гвардейской истребительной авиационной дивизии 2-й воздушной армии 1-го Украинского фронта | гвардии капитан                          | 03.08.1916 — 04.01.1982 | [ БС 7 ] [ ГС 22 ] [ НЛ 20 ]    |
| 1307  | Кра́тов Дмитрий Николаевич                                                                 | 31.05.1945            | артиллерия   | командир 250-го гвардейского артиллерийско-миномётного полка 17-й гвардейской кавалерийской дивизии 2-го гвардейского кавалерийского корпуса 1-го Белорусского фронта | гвардии подполковник                     | 23.10.1903 — 23.01.1985 | [ БС 7 ] [ ГС 23 ] [ НЛ 21 ]    |
| 1308  | Крахма́ль Алексей Семёнович                                                                | 23.08.1944            | артиллерия   | командир батареи СУ-76 713-го самоходно-артиллерийского полка 29-го стрелкового корпуса 48-й армии 1-го Белорусского фронта | лейтенант                                | 24.03.1911 — 12.01.1987 | [ БС 7 ] [ ГС 24 ] [ НЛ 22 ]    |
| 1309  | Крашени́нников Иван Федотович                                                              | 03.06.1944            | пехота       | стрелок 667-го стрелкового полка 218-й стрелковой дивизии 47-й армии Воронежского фронта | красноармеец                             | 22.01.1909 — 08.03.1976 | [ БС 7 ] [ ГС 25 ] [ НЛ 23 ]    |
| 1310  | Кре́йзер Игорь Иванович                                                                    | 24.03.1945            | пехота       | командир 128-го гвардейского стрелкового полка 44-й гвардейской стрелковой дивизии 65-й армии 1-го Белорусского фронта | гвардии подполковник                     | 12.12.1922 — 19.11.1982 | [ БС 8 ] [ ГС 26 ] [ НЛ 24 ]    |
| 1311  | Кре́йзер Яков Григорьевич                                                                  | 22.07.1941            | пехота       | командир 1-й мотострелковой дивизии 20-й армии Западного фронта | полковник                                | 04.11.1905 — 29.11.1969 | [ БС 8 ] [ ГС 27 ] [ НЛ 25 ]    |
| 1312  | Кремениш Николай Иванович                                                                 | 05.05.1988            | инженер      | заместитель командира взвода 278-го отдельного инженерно-сапёрного батальона 108-й мотострелковой дивизии 40-й армии ограниченного контингента советских войск в Афганистане | сержант                                  | род. 04.04.1967         | ——                              |
| 1313  | Кре́мер Симон Давидович                                                                    | 23.08.1944            | танкист      | командир 8-й гвардейской механизированной бригады 3-го гвардейского механизированного корпуса 1-го Прибалтийского фронта | гвардии полковник                        | 10.02.1900 — 01.11.1991 | [ БС 8 ] [ ГС 29 ] [ НЛ 26 ]    |
| 1314  | Кремлёв Евгений Константинович                                                            | 10.01.1944            | артиллерия   | командир орудия 692-го артиллерийского полка 240-й стрелковой дивизии 38-й армии Воронежского фронта | старший сержант                          | 22.12.1923 — 25.06.1944 | [ БС 8 ] [ ГС 30 ] [ НЛ 27 ]    |
| 1315  | Кремо́к Илья Васильевич                                                                    | 03.06.1944            | инженер      | командир сапёрного отделения 91-го отдельного инженерного батальона 47-й армии Воронежского фронта | старший сержант                          | 20.12.1915 — 29.05.1982 | [ БС 8 ] [ ГС 31 ] [ НЛ 28 ]    |
| 1316  | Кре́нкель Эрнст Теодорович нем. Krenkel Ernst                                              | 22.03.1938            | учёные       | радист полярной дрейфующей станции «Северный полюс-1» | —                                        | 24.12.1903 — 08.12.1971 | ——                              |
| 1317  | Крепцо́в-За́йченко Николай Васильевич                                                       | 24.03.1945            | пехота       | командир взвода пешей разведки 977-го стрелкового полка 270-й стрелковой дивизии 6-й гвардейской армии 1-го Прибалтийского фронта | гвардии лейтенант                        | 11.03.1914 — 26.06.1944 | [ БС 10 ] [ ГС 33 ] [ НЛ 29 ]   |
| 1318  | Крестья́нинов Пётр Константинович                                                          | 03.06.1944            | танкист      | радист танка M4А2 «Шерман» 212-го отдельного танкового полка в составе 4-го гвардейского механизированного корпуса 3-го Украинского фронта | красноармеец                             | 22.01.1925 — 15.03.1944 | [ БС 10 ] [ ГС 34 ] [ НЛ 30 ]   |
| 1319  | Крети́нин Тихон Данилович                                                                  | 27.06.1945            | танкист      | командир танка взвода разведки 53-го танкового полка 69-й механизированной бригады 9-го механизированного корпуса 3-й гвардейской танковой армии 1-го Украинского фронта | старшина                                 | 18.11.1918 — 23.05.1945 | [ БС 10 ] [ ГС 35 ] [ НЛ 31 ]   |
| 1320  | Кре́тов Александр Фёдорович                                                                | 27.03.1942            | комиссар     | военный комиссар танковой роты 2-го танкового батальона 14-й танковой бригады 40-й армии Юго-Западного фронта | политрук                                 | 1918 — 19.01.1942       | [ БС 10 ] [ ГС 36 ] [ НЛ 32 ]   |
| 1321  | Кре́тов Николай Фёдорович                                                                  | 12.04.1942            | танкист      | командир танковой роты 23-й танковой бригады 16-й армии Западного фронта | лейтенант                                | 28.08.1909 — 07.09.1942 | [ БС 10 ] [ ГС 37 ] [ НЛ 33 ]   |
| 1322  | Кре́тов Степан Иванович                                                                    | 13.03.1944 23.02.1948 | авиация      | командир эскадрильи 24-го гвардейского авиационного полка 50-й авиационной дивизии 6-го авиационного корпуса Авиации дальнего действия командир эскадрильи 240-го гвардейского бомбардировочного авиационного полка 36-й бомбардировочной авиационной дивизии 18-й воздушной армии | гвардии капитан                          | 25.12.1919 — 19.01.1975 | [ БС 10 ] [ ГС 38 ] [ НЛ 34 ]   |
| 1323  | Кретьен Жан-Лу Жак Мари фр. Chrétien Jean-Loup Jacques Marie                              | 02.07.1982            | космонавт    | космонавт-исследователь космического корабля «Союз Т-6» и орбитальной станции «Салют-7» | —                                        | род. 20.08.1938         | ——                              |
| 1324  | Кре́четов Андрей Дмитриевич                                                                | 22.02.1944            | инженер      | командир отделения 250-го отдельного сапёрного батальона 116-й стрелковой дивизии 53-й армии Степного фронта | старший сержант                          | 1914 — 28.03.1945       | [ БС 12 ] [ ГС 40 ] [ НЛ 35 ]   |
| 1325  | Кре́четов Василий Степанович                                                               | 29.06.1945            | инженер      | моторист катера 9-го отдельного моторизированного понтонно-мостового батальона 70-й армии 2-го Белорусского фронта | старшина                                 | 01.01.1916 — 29.02.2012 | [ БС 13 ] [ ГС 41 ] [ НЛ 36 ]   |
| 1326  | Криве́нко Иван Илларионович укр. Кривенко Іван Іларіонович                                 | 31.05.1945            | танкист      | механик-водитель танка 50-й гвардейской танковой бригады 9-го гвардейского танкового корпуса 2-й гвардейской танковой армии 1-го Белорусского фронта | гвардии старший сержант                  | 05.06.1925 — 05.01.2001 | [ БС 13 ] [ ГС 42 ] [ НЛ 37 ]   |
| 1327  | Криве́нко Николай Александрович                                                            | 17.11.1943            | морской флот | пулемётчик 386-го отдельного батальона морской пехоты военно-морской базы Черноморского флота | сержант                                  | 08.02.1921 — 03.12.1995 | [ БС 13 ] [ ГС 43 ] [ НЛ 38 ]   |
| 1328  | Криве́нко Семён Устинович                                                                  | 30.10.1943            | пехота       | стрелок 568-го стрелкового полка 149-й стрелковой дивизии 65-й армии Центрального фронта | красноармеец                             | 01.03.1909 — 07.07.1974 | [ БС 13 ] [ ГС 44 ] [ НЛ 39 ]   |
| 1329  | Криве́нко Федосий Пимонович (Кривенко Феодосий Пименович) укр. Кривенко Феодосій Пимонович | 26.04.1944            | танкист      | командир танка Т-34 45-й гвардейской танковой бригады 11-го гвардейского танкового корпуса 1-й танковой армии 1-го Украинского фронта | гвардии младший лейтенант                | 09.04.1920 — 04.05.1981 | [ БС 13 ] [ ГС 45 ] [ НЛ 40 ]   |
| 1330  | Криве́нь Пётр Яковлевич укр. Кривень Петро Якович                                          | 26.10.1944            | авиация      | старший лётчик 7-го гвардейского штурмового авиационного полка 230-й штурмовой авиационной дивизии 4-й воздушной армии 2-го Белорусского фронта | гвардии лейтенант                        | 25.11.1922 — 20.01.1945 | [ БС 13 ] [ ГС 46 ] [ НЛ 41 ]   |
| 1331  | Кривец Александр Елисеевич укр. Кривець Олександр Єлисейович                              | 04.01.1944            | партизан     | активный участник партизанской борьбы на Украине, командир партизанского отряда имени Щорса | —                                        | 13.09.1919 — 27.01.1992 | [ БС 14 ] [ ГС 47 ] [ НЛ 42 ]   |
| 1332  | Кри́вов Николай Александрович                                                              | 04.02.1944            | авиация      | заместитель командира эскадрильи 61-го штурмового авиационного полка 291-й штурмовой авиационной дивизии 2-й воздушной армии 1-го Украинского фронта | лейтенант                                | 25.05.1922 — 06.11.1943 | [ БС 15 ] [ ГС 48 ] [ НЛ 43 ]   |
| 1333  | Криво́й Евгений Андреевич укр. Кривий Євген Андрійович                                     | 21.03.1940            | танкист      | башенный стрелок танка 108-го отдельного танкового батальона 35-й легкотанковой бригады 7-й армии Северо-Западного фронта | красноармеец                             | 24.02.1917 — 04.04.1994 | [ БС 16 ] [ ГС 49 ] [ НЛ 44 ]   |
| 1334  | Кривокоры́тов Павел Тимофеевич                                                             | 29.06.1945            | артиллерия   | командир батареи 1040-го армейского истребительно-противотанкового артиллерийского полка 22-й армии 2-го Прибалтийского фронта | капитан                                  | 29.08.1915 — 07.08.1996 | [ БС 16 ] [ ГС 50 ] [ НЛ 45 ]   |
| 1335  | Кривола́пов Григорий Архипович                                                             | 19.03.1944            | генерал      | командир 25-й гвардейской стрелковой дивизии 8-й армии 3-го Украинского фронта | гвардии генерал-майор                    | 18.01.1898 — 02.02.1982 | [ БС 16 ] [ ГС 51 ] [ НЛ 46 ]   |
| 1336  | Криволу́цкий Николай Ефимович                                                              | 15.05.1946            | авиация      | лётчик 98-го гвардейского отдельного разведывательного авиационного полка Главного командования ВВС Красной Армии | гвардии лейтенант                        | 18.12.1922 — 09.09.1999 | [ БС 16 ] [ ГС 52 ] [ НЛ 47 ]   |
| 1337  | Кривоно́с Александр Владимирович                                                           | 22.02.1944            | пехота       | снайпер 201-го стрелкового полка 84-й стрелковой дивизии 53-й армии 2-го Украинского фронта | сержант                                  | 15.12.1923 — 09.07.1946 | [ БС 16 ] [ ГС 53 ] [ НЛ 48 ]   |
| 1338  | Кривоно́с Алексей Леонтьевич укр. Кривоніс Олексій Леонтійович                             | 27.06.1945            | авиация      | заместитель командира и штурман эскадрильи 95-го гвардейского штурмового авиационного полка 5-й гвардейской штурмовой авиационной дивизии 2-й воздушной армии 1-го Украинского фронта                                                                                              | гвардии старший лейтенант                | 27.03.1922 — 08.09.1955 | [ БС 16 ] [ ГС 54 ] [ НЛ 49 ]   |
| 1339  | Кривоно́с Николай Яковлевич укр. Кривоніс Микола Якович                                    | 23.10.1943            | пехота       | подносчик патронов 838-го стрелкового полка 237-й стрелковой дивизии 40-й армии Воронежского фронта | красноармеец                             | 15.05.1896 — 09.03.1962 | [ БС 16 ] [ ГС 55 ] [ НЛ 50 ]   |
| 1340  | Кривоно́с Павел Ананьевич бел. Крыванос Павел Ананьевіч                                    | 24.03.1945            | танкист      | командир взвода танков Т-34 253-го инженерно-танкового полка 4-й штурмовой инженерно-сапёрной бригады 3-го Белорусского фронта | младший лейтенант                        | 1920 — 27.06.1944       | [ БС 17 ] [ ГС 56 ] [ НЛ 51 ]   |
| 1341  | Криворо́тов Владимир Фёдорович                                                             | 27.06.1945            | танкист      | командир СУ-76 8-й самоходной артиллерийской бригады 5-й гвардейской армии 1-го Украинского фронта | младший лейтенант                        | 27.09.1923 — 22.05.1945 | [ БС 18 ] [ ГС 57 ] [ НЛ 52 ]   |
| 1342  | Криворо́тов Михаил Павлович                                                                | 20.11.1941            | танкист      | старший механик-водитель танка 1-го танкового полка 1-й танковой бригады 21-й армии Юго-Западного фронта | красноармеец                             | 10.09.1920 — 18.02.1943 | [ БС 18 ] [ ГС 58 ] [ НЛ 53 ]   |
| 1343  | Криворо́тченко Сергей Данилович укр. Криворотченко Сергій Данилович                        | 31.12.1942            | авиация      | заместитель командира эскадрильи 3-го авиационного полка 53-й авиационной дивизии Авиации дальнего действия | майор                                    | 15.06.1910 — 03.11.1942 | [ БС 18 ] [ ГС 59 ] [ НЛ 54 ]   |
| 1344  | Кривору́ченко Алексей Никитович укр. Криворученко Олексій Микитович                        | 15.05.1946            | авиация      | командир эскадрильи 72-го отдельного разведывательного авиационного полка 16-й воздушной армии 1-го Белорусского фронта | майор                                    | 15.03.1918 — 08.12.1982 | [ БС 18 ] [ ГС 60 ] [ НЛ 55 ]   |
| 1345  | Кривоу́хов Тихон Сергеевич                                                                 | 17.10.1943            | пехота       | стрелок 705-го стрелкового полка 121-й стрелковой дивизии 60-й армии Центрального фронта | красноармеец                             | 11.06.1903 — 28.06.1977 | [ БС 18 ] [ ГС 61 ] [ НЛ 56 ]   |
| 1346  | Кривохи́жин Георгий Петрович                                                               | 17.10.1943            | артиллерия   | командир 449-го истребительно-противотанкового артиллерийского полка 2-й истребительно-противотанковой артиллерийской бригады 60-й армии Центрального фронта | подполковник                             | 24.04.1903 — 30.09.1943 | [ БС 18 ] [ ГС 62 ] [ НЛ 57 ]   |
| 1347  | Кривоша́пкин Аркадий Алексеевич                                                            | 24.03.1945            | артиллерия   | начальник разведки дивизиона 857-го артиллерийского полка 316-й стрелковой дивизии 46-й армии 2-го Украинского фронта | старший лейтенант                        | 30.10.1921 — 21.02.2018 | [ БС 18 ] [ ГС 63 ] [ НЛ 58 ]   |
| 1348  | Кривоше́ев Ефим Автономович укр. Кривошеєв Юхим Автономович                                | 22.02.1943            | авиация      | командир звена 19-го гвардейского отдельного истребительного авиационного полка 14-й армии Карельского фронта | гвардии лейтенант                        | 12.04.1916 — 09.09.1942 | [ БС 19 ] [ ГС 64 ] [ НЛ 59 ]   |
| 1349  | Кривоше́ин Семён Моисеевич                                                                 | 29.05.1945            | генерал      | командир 1-го механизированного корпуса 2-й гвардейской танковой армии 1-го Белорусского фронта | гвардии генерал-лейтенант танковых войск | 28.11.1899 — 16.09.1978 | [ БС 20 ] [ ГС 65 ] [ НЛ 60 ]   |
| 1350  | Кривощёков Алексей Александрович                                                          | 20.12.1943            | инженер      | командир взвода инженерно-минной роты 19-й механизированной бригады 1-го механизированного корпуса 37-й армии Степного фронта | старший сержант                          | 19.03.1907 — 19.02.1945 | [ БС 20 ] [ ГС 66 ] [ НЛ 61 ]   |
| 1351  | Кривцо́в Сергей Васильевич                                                                 | 23.10.1943            | пехота       | командир отделения автоматчиков 11-й мотострелковой бригады 10-го танкового корпуса 40-й армии Воронежского фронта | сержант                                  | 17.09.1904 — 08.02.1979 | [ БС 20 ] [ ГС 67 ] [ НЛ 62 ]   |
| 1352  | Крикалёв Сергей Константинович                                                            | 27.04.1989            | космонавт    | бортинженер космического корабля «Союз ТМ-7» и орбитальной станции «Мир» | —                                        | род. 27.08.1958         | ——                              |
| 1353  | Крикли́вый Василий Васильевич укр. Крикливий Василь Васильович                             | 24.12.1943            | артиллерия   | командир орудия 1958-го истребительно-противотанкового артиллерийского полка 41-й отдельной истребительно-противотанковой артиллерийской бригады РГК в составе 65-й армии Белорусского фронта                                                                                      | старший сержант                          | 03.03.1915 — 23.03.1984 | [ БС 20 ] [ ГС 69 ] [ НЛ 63 ]   |
| 1354  | Крику́н Василий Гаврилович укр. Крикун Василь Гаврилович                                   | 01.11.1943            | комиссар     | парторг батальона 362-го стрелкового полка 315-й стрелковой дивизии 51-й армии 4-го Украинского фронта | сержант                                  | 24.12.1918 — 10.03.2007 | [ БС 20 ] [ ГС 70 ] [ НЛ 64 ]   |
| 1355  | Крикуне́нко Вениамин Александрович                                                         | 17.10.1943            | пехота       | стрелок 212-го гвардейского стрелкового полка 75-й гвардейской стрелковой дивизии 60-й армии Центрального фронта | гвардии красноармеец                     | 1925 — 29.09.1943       | [ БС 21 ] [ ГС 71 ] [ НЛ 65 ]   |
| 1356  | Криса́нов Николай Васильевич                                                               | 29.10.1943            | генерал      | начальник инженерных войск 38-й армии Воронежского фронта | генерал-майор инженерных войск           | 01.04.1893 — 12.10.1948 | [ БС 22 ] [ ГС 72 ] [ НЛ 66 ]   |
| 1357  | Кришта́ль Арсентий Елисеевич укр. Кришталь Арсентій Єлисійович                             | 26.10.1943            | танкист      | механик-водитель танка Т-34 88-й танковой бригады 15-го танкового корпуса 3-й танковой армии Юго-Западного фронта | старшина                                 | 08.05.1913 — 19.12.1977 | [ БС 22 ] [ ГС 73 ] [ НЛ 67 ]   |
| 1358  | Кричевский Илья Маратович                                                                 | 24.08.1991            | —            | архитектор проектно-строительного кооператива «Коммунар» | —                                        | 03.02.1963 — 21.08.1991 | ——                              |
| 1359  | Кровко́ Пётр Михайлович                                                                    | 17.10.1943            | комиссар     | парторг батальона 383-го стрелкового полка 121-й стрелковой дивизии 60-й армии Центрального фронта | лейтенант                                | 19.12.1911 — 13.05.1992 | [ БС 22 ] [ ГС 75 ] [ НЛ 68 ]   |
| 1360  | Кро́нит Альберт Викторович                                                                 | 17.10.1943            | артиллерия   | наводчик противотанкового ружья 241-го гвардейского стрелкового полка 75-й гвардейской стрелковой дивизии 60-й армии Центрального фронта | гвардии младший сержант                  | 11.08.1925 — 14.09.1983 | [ БС 22 ] [ ГС 76 ] [ НЛ 69 ]   |
| 1361  | Кро́потов Михаил Васильевич                                                                | 27.06.1945            | пехота       | командир роты 870-го стрелкового полка 287-й стрелковой дивизии 3-й гвардейской армии 1-го Украинского фронта | лейтенант                                | 27.04.1923 — 16.02.1945 | [ БС 22 ] [ ГС 77 ] [ НЛ 70 ]   |
| 1362  | Кро́тов Борис Андреевич                                                                    | 09.11.1941            | кавалерия    | командир 134-го кавалерийского полка 28-й кавалерийской дивизии Резервной армии Южного фронта | майор                                    | 01.08.1898 — 22.08.1941 | [ БС 22 ] [ ГС 78 ] [ НЛ 71 ]   |
| 1363  | Кро́тов Михаил Иванович                                                                    | 23.09.1944            | танкист      | механик-водитель танка Т-34 68-го гвардейского танкового полка 20-й гвардейской механизированной бригады 8-го гвардейского механизированного корпуса 1-й гвардейской танковой армии 1-го Украинского фронта                                                                        | гвардии старшина                         | 18.09.1916 — 29.10.2006 | [ БС 22 ] [ ГС 79 ] [ НЛ 72 ]   |
| 1364  | Кро́тов Фёдор Фёдорович                                                                    | 21.03.1940            | танкист      | механик-водитель огнемётного танка роты боевого обеспечения 35-й легкотанковой бригады 7-й армии | младший командир                         | 08.02.1915 — 25.12.1985 | [ БС 23 ] [ ГС 80 ] [ НЛ 73 ]   |
| 1365  | Кротт Вячеслав Николаевич укр. Кріт В'ячеслав Миколайович                                 | 24.03.1945            | пехота       | командир мотострелкового батальона 34-й гвардейской мотострелковой бригады 12-го гвардейского танкового корпуса 2-й гвардейской танковой армии 1-го Белорусского фронта | гвардии капитан                          | 14.02.1922 — 23.04.1975 | [ БС 24 ] [ ГС 81 ] [ НЛ 74 ]   |
| 1366  | Кротю́к Василий Куприянович укр. Кротюк Василь Купріянович                                 | 17.10.1943            | пехота       | командир 705-го стрелкового полка 121-й стрелковой дивизии 60-й армии Центрального фронта | подполковник                             | 14.01.1910 — 02.03.1982 | [ БС 24 ] [ ГС 82 ] [ НЛ 75 ]   |
| 1367  | Крохалёв Анатолий Ильич                                                                   | 07.02.1940            | авиация      | командир 1-й отдельной бомбардировочной эскадрильи 10-й авиационной бригады ВВС Балтийского флота | капитан                                  | 20.11.1910 — 01.10.1994 | ——                              |
| 1368  | Кру́гликов Никита Кононович бел. Круглікаў Мікіта Конанавіч                                | 10.01.1944            | танкист      | командир взвода танков Т-34 424-го танкового батальона 56-й гвардейской танковой бригады 7-го гвардейского танкового корпуса 3-й гвардейской танковой армии 1-го Украинского фронта                                                                                                | гвардии лейтенант                        | 15.09.1914 — 08.12.1943 | [ БС 24 ] [ ГС 84 ] [ НЛ 76 ]   |
| 1369  | Кругло́в Василий Иванович                                                                  | 24.03.1945            | инженер      | сапёр 15-го гвардейского отдельного сапёрного батальона 11-й гвардейской стрелковой дивизии 11-й гвардейской армии 3-го Белорусского фронта | гвардии ефрейтор                         | 1905 — 03.02.1945       | [ БС 24 ] [ ГС 85 ] [ НЛ 77 ]   |
| 1370  | Кругло́в Леонид Семёнович                                                                  | 29.06.1945            | пехота       | заместитель командира батальона отдельного сводного десантного полка 83-й гвардейской стрелковой дивизии 11-й гвардейской армии 3-го Белорусского фронта | гвардии старший лейтенант                | 23.07.1916 — 27.11.1968 | [ БС 24 ] [ ГС 86 ] [ НЛ 78 ]   |
| 1371  | Кругло́в Николай Иванович                                                                  | 10.01.1944            | пехота       | командир пулемётного взвода мотострелкового батальона 178-й танковой бригады 10-го танкового корпуса 40-й армии Воронежского фронта | младший лейтенант                        | 06.12.1916 — 05.02.2001 | [ БС 25 ] [ ГС 87 ] [ НЛ 79 ]   |
| 1372  | Кругло́в Павел Михайлович                                                                  | 23.02.1945            | авиация      | штурман 567-го штурмового авиационного полка 198-й штурмовой авиационной дивизии 16-й воздушной армии 1-го Белорусского фронта | капитан                                  | 17.08.1918 — 16.02.1993 | [ БС 26 ] [ ГС 88 ] [ НЛ 80 ]   |
| 1373  | Кружа́лов Василий Иванович                                                                 | 10.04.1945            | танкист      | механик-водитель танка Т-34 63-й гвардейской танковой бригады 10-го гвардейского танкового корпуса 4-й танковой армии 1-го Украинского фронта | гвардии старший сержант                  | 28.04.1915 — 22.06.1977 | [ БС 26 ] [ ГС 89 ] [ НЛ 81 ]   |
| 1374  | Кру́минь Иван Андреевич (Крумин Иван Андреевич) латыш. Krūmiņš Ivans                       | 30.10.1943            | артиллерия   | командир миномётного взвода 43-го стрелкового полка 106-й стрелковой дивизии 65-й армии Центрального фронта | лейтенант                                | 26.09.1915 — 11.03.2003 | [ БС 26 ] [ ГС 90 ] [ НЛ 82 ]   |
| 1375  | Кру́пин Андрей Петрович                                                                    | 01.05.1943            | авиация      | штурман эскадрильи 99-го бомбардировочного авиационного полка 223-й бомбардировочной авиационной дивизии 2-го бомбардировочного авиационного корпуса 16-й воздушной армии Донского фронта                                                                                          | капитан                                  | 25.05.1915 — 30.07.1949 | [ БС 26 ] [ ГС 91 ] [ НЛ 83 ]   |
| 1376  | Кру́пинов Пётр Никифорович                                                                 | 13.09.1944            | пехота       | командир отделения моторизованного батальона автоматчиков 11-й гвардейской отдельной танковой бригады в составе 2-й танковой армии 2-го Украинского фронта | гвардии старшина                         | 15.08.1906 — 29.03.1998 | [ БС 26 ] [ ГС 92 ] [ НЛ 84 ]   |
| 1377  | Кру́пский Виктор Иосифович укр. Крупський Віктор Йосипович                                 | 22.02.1943            | авиация      | заместитель командира эскадрильи 760-го истребительного авиационного полка ВВС 26-й армии Карельского фронта | старший лейтенант                        | 21.12.1921 — 10.09.2000 | [ БС 26 ] [ ГС 93 ] [ НЛ 85 ]   |
| 1378  | Кру́пский Павел Филиппович                                                                 | 17.11.1943            | пехота       | командир стрелкового отделения 1339-го горнострелкового полка 318-й горнострелковой дивизии 18-й армии Северо-Кавказского фронта | сержант                                  | 18.02.1924 — 04.11.1943 | [ БС 27 ] [ ГС 94 ] [ НЛ 86 ]   |
| 1379  | Кру́тиков Дмитрий Михайлович                                                               | 10.04.1945            | пехота       | командир взвода 538-го стрелкового полка 120-й стрелковой дивизии 21-й армии 1-го Украинского фронта | младший лейтенант                        | 07.11.1923 — 25.01.1945 | [ БС 28 ] [ ГС 95 ] [ НЛ 87 ]   |
| 1380  | Кру́тиков Иван Иванович                                                                    | 31.05.1945            | артиллерия   | командир огневого взвода 8-го гвардейского отдельного истребительно-противотанкового дивизиона 12-й гвардейской стрелковой дивизии 61-й армии 1-го Белорусского фронта | гвардии старший лейтенант                | 06.11.1914 — 14.10.1995 | [ БС 28 ] [ ГС 96 ] [ НЛ 88 ]   |
| 1381  | Крутиле́нко Лаврентий Иванович                                                             | 22.02.1944            | пехота       | командир взвода автоматчиков 75-го стрелкового полка 31-й стрелковой дивизии 46-й армии Степного фронта | младший лейтенант                        | 17.08.1918 — 12.12.1994 | [ БС 28 ] [ ГС 97 ] [ НЛ 89 ]   |
| 1382  | Кру́тов Пётр Максимович                                                                    | 26.10.1943            | связисты     | командир отделения телефонно-кабельного взвода 133-го гвардейского отдельного батальона связи 25-го гвардейского стрелкового корпуса 7-й гвардейской армии Степного фронта | гвардии старший сержант                  | 16.10.1923 — 12.01.1988 | [ БС 28 ] [ ГС 98 ] [ НЛ 90 ]   |
| 1383  | Крутого́лов Алексей Романович                                                              | 21.03.1940            | инженер      | командир отделения 234-го отдельного сапёрного батальона 50-го стрелкового корпуса 7-й армии Северо-Западного фронта | отделённый командир                      | 12.03.1917 — 16.05.1994 | ——                              |
| 1384  | Круто́шинский Андрей Михайлович                                                            | 26.10.1944            | артиллерия   | помощник по разведке начальника штаба артиллерии 139-й стрелковой дивизии 50-й армии 2-го Белорусского фронта | капитан                                  | 28.01.1918 — 09.09.1944 | [ БС 28 ] [ ГС 100 ] [ НЛ 91 ]  |
| 1385  | Кру́ченых Севастьян Петрович укр. Кручених Севастян Петрович                               | 24.07.1943            | авиация      | командир эскадрильи 119-го морского разведывательного авиационного полка ВВС Черноморского флота | майор                                    | 18.12.1909 — 14.12.1975 | [ БС 29 ] [ ГС 101 ] [ НЛ 92 ]  |
| 1386  | Кручи́нин Владимир Фёдорович                                                               | 14.03.1938            | танкист      | механик-водитель танка Т-26 1-го отдельного интернационального полка вооружённых сил Испанской Республики | старшина                                 | 15.12.1912 — 20.02.1938 | ——                              |
| 1387  | Кры́гин Михаил Петрович                                                                    | 14.09.1945            | нквд         | оперативный уполномоченный отдела контрразведки «Смерш» Островного сектора береговой обороны Морского оборонительного района Тихоокеанского флота | лейтенант                                | 18.07.1918 — 14.08.1945 | [ БС 30 ] [ ГС 103 ] [ НЛ 93 ]  |
| 1388  | Крыжано́вский Савва Поликарпович укр. Крижанівський Сава Полікарпович                      | 10.01.1944            | пехота       | командир отделения автоматчиков 2-й гвардейской мотострелковой бригады 3-го гвардейского танкового корпуса 38-й армии Воронежского фронта | старший сержант                          | 19.12.1914 — 10.09.1970 | [ БС 30 ] [ ГС 104 ] [ НЛ 94 ]  |
| 1389  | Крыло́в Василий Меркурьевич                                                                | 24.03.1945            | танкист      | командир танковой роты 43-го гвардейского танкового полка 7-й гвардейской механизированной бригады 3-го гвардейского механизированного корпуса 1-го Прибалтийского фронта | гвардии старший лейтенант                | 26.08.1907 — 16.02.1997 | [ БС 30 ] [ ГС 105 ] [ НЛ 95 ]  |
| 1390  | Крыло́в Николай Иванович                                                                   | 19.04.1945 08.09.1945 | генерал      | командующий 5-й армией 3-го Белорусского фронта командующий 5-й армией 1-го Дальневосточного фронта | генерал-полковник                        | 29.04.1903 — 09.02.1972 | [ БС 30 ] [ ГС 106 ] [ НЛ 96 ]  |
| 1391  | Крыло́в Николай Николаевич                                                                 | 23.10.1943            | танкист      | механик-водитель танка Т-34 398-го танкового батальона 183-й танковой бригады 10-го танкового корпуса 40-й армии Воронежского фронта | сержант                                  | 19.12.1918 — 20.02.1980 | [ БС 30 ] [ ГС 107 ] [ НЛ 97 ]  |
| 1392  | Крыло́в Николай Николаевич                                                                 | 09.02.1944            | артиллерия   | наводчик орудия 1840-го истребительно-противотанкового артиллерийского полка 28-й отдельной истребительно-противотанковой артиллерийской бригады 38-й армии 1-го Украинского фронта                                                                                                | красноармеец                             | 01.12.1922 — 13.06.1985 | [ БС 31 ] [ ГС 108 ] [ НЛ 98 ]  |
| 1393  | Крыло́в Павел Иванович                                                                     | 21.03.1940            | артиллерия   | командир огневого взвода 24-го артиллерийского полка 50-го стрелкового корпуса 7-й армии Северо-Западного фронта | младший лейтенант                        | 06.05.1914 — 03.03.1944 | [ БС 32 ] [ ГС 109 ] [ НЛ 99 ]  |
| 1394  | Крыло́в Фёдор Гаврилович                                                                   | 24.03.1945            | пограничник  | автоматчик 13-й пограничной заставы 217-го пограничного полка войск НКВД по охране тыла 3-го Белорусского фронта | ефрейтор                                 | 20.04.1922 — 10.07.1944 | [ БС 32 ] [ ГС 110 ] [ НЛ 100 ] |
| 1395  | Крыло́в Фёдор Михайлович                                                                   | 21.07.1944            | пехота       | стрелок 536-го стрелкового полка 114-й стрелковой дивизии 7-й армии Карельского фронта | старшина                                 | 21.01.1915 — 01.12.1977 | [ БС 32 ] [ ГС 111 ] [ НЛ 101 ] |
| 1396  | Крымо́в Михаил Иванович                                                                    | 17.10.1943            | пехота       | командир 190-й отдельной разведывательной роты 132-й стрелковой дивизии 60-й армии Центрального фронта | старший лейтенант                        | 13.10.1920 — 21.04.1992 | [ БС 32 ] [ ГС 112 ] [ НЛ 102 ] |
| 1397  | Кры́нин Степан Михайлович                                                                  | 24.03.1945            | пехота       | командир отделения 190-го стрелкового полка 5-й стрелковой дивизии 3-й армии 2-го Белорусского фронта | сержант                                  | 14.04.1920 — 18.07.1988 | [ БС 32 ] [ ГС 113 ] [ НЛ 103 ] |
| 1398  | Крысю́к Арсений Петрович укр. Крисюк Арсеній Петрович                                      | 21.03.1940            | танкист      | механик-водитель танка 108-го танкового батальона 35-й легкотанковой бригады 7-й армии Северо-Западного фронта | отделенный командир                      | 12.06.1916 — 02.02.1995 | [ БС 33 ] [ ГС 114 ] [ НЛ 104 ] |
| 1399  | Кры́шкин Василий Трофимович укр. Кришкін Василь Трохимович                                 | 24.03.1945            | артиллерия   | разведчик 513-го лёгкого артиллерийского полка 78-й лёгкой артиллерийской бригады 27-й артиллерийской дивизии прорыва РГК в составе 10-й гвардейской армии 2-го Прибалтийского фронта                                                                                              | гвардии красноармеец                     | 16.08.1926 — 31.10.1998 | [ БС 34 ] [ ГС 115 ] [ НЛ 105 ] |
| 1400  | Крю́ков Александр Александрович                                                            | 05.11.1944            | авиация      | командир эскадрильи 338-го авиационного полка 12-й авиационной дивизии 7-го авиационного корпуса Авиации дальнего действия | майор                                    | 16.04.1907 — 18.10.1957 | [ БС 34 ] [ ГС 116 ] [ НЛ 106 ] |
| 1401  | Крю́ков Василий Иванович                                                                   | 17.10.1943            | пехота       | командир взвода 1031-го стрелкового полка 280-й стрелковой дивизии 60-й армии Центрального фронта | младший лейтенант                        | 01.08.1923 — 29.03.1986 | [ БС 34 ] [ ГС 117 ] [ НЛ 107 ] |

| Навигационная таблица | Навигационная таблица                |
| --------------------- | ------------------------------------ |
| «К»                   | Кабак Николай — Калинин Николай      |
| «К»                   | Калинин Степан — Кармацкий Владимир  |
| «К»                   | Кармацкий Тимофей — Кживонь Анеля    |
| «К»                   | Киба Григорий — Клевцов Сергей       |
| «К»                   | Клейбус Фёдор — Коваленко Сергей     |
| «К»                   | Коваленко Юрий — Колдубов Михаил     |
| «К»                   | Колдунов Александр — Компанеец Фёдор |
| «К»                   | Компаниец Алексей — Копытин Михаил   |
| «К»                   | Копытов Михаил — Корчагин Лев        |
| «К»                   | Корчак Иосиф — Котов Николай         |
| «К»                   | Котов Сергей — Краснов Анатолий      |
| «К»                   | Краснов Виктор — Крюков Василий      |
| «К»                   | Крюков Владимир — Кузнецов Николай   |
| «К»                   | Кузнецов Павел — Кунавин Григорий    |
| «К»                   | Кунгурцев Евгений — Кянжин Пантелей  |